# Moheda
Moheda är en tätort i Alvesta kommun i Kronobergs län och kyrkbyn i Moheda socken. 

## Historik
Moheda nämns första gången i bevarade handlingar den 6 maj 1334, med stavningen Moadhe. År 1620 erhöll Moheda rättigheter som lydköping under Jönköpings stad.
Moheda ingick efter kommunreformen 1862 i Moheda landskommun. I denna inrättades för orten 13 juni 1947 Moheda municipalsamhälle, vilket upplöstes 31 december 1954. Orten ingår sedan 1971 i Alvesta kommun.
Den 23 juli 1958 inträffade en explosion i ett bergrum på Klintaberget, som var ett centralt beredskapslager inom armén för drivmedel. Denna krävde tre människoliv och orsakade stora föroreningar av olja och bensin i närområdet.

### Befolkningsutveckling
| Befolkningsutvecklingen i Moheda 1960–2020 | Befolkningsutvecklingen i Moheda 1960–2020 | Befolkningsutvecklingen i Moheda 1960–2020 | Befolkningsutvecklingen i Moheda 1960–2020 | Befolkningsutvecklingen i Moheda 1960–2020 |
| ------------------------------------------ | ------------------------------------------ | ------------------------------------------ | ------------------------------------------ | ------------------------------------------ |
|                                            |                                            |                                            |                                            |                                            |
| År                                         |                                            |                                            | Folkmängd                                  | Areal (ha)                                 |
| 1960                                       | 1960                                       |                                            | 982                                        |                                            |
| 1965                                       | 1965                                       |                                            | 1 069                                      |                                            |
| 1970                                       | 1970                                       |                                            | 1 344                                      |                                            |
| 1975                                       | 1975                                       |                                            | 1 624                                      |                                            |
| 1980                                       | 1980                                       |                                            | 1 957                                      |                                            |
| 1990                                       | 1990                                       |                                            | 2 046                                      | 227                                        |
| 1995                                       | 1995                                       |                                            | 1 995                                      | 228                                        |
| 2000                                       | 2000                                       |                                            | 1 894                                      | 225                                        |
| 2005                                       | 2005                                       |                                            | 1 852                                      | 225                                        |
| 2010                                       | 2010                                       |                                            | 1 824                                      | 226                                        |
| 2015                                       | 2015                                       |                                            | 1 880                                      | 256                                        |
| 2020                                       | 2020                                       |                                            | 1 863                                      | 258                                        |
|                                            |                                            |                                            |                                            |                                            |

## Samhället
Moheda kyrka uppfördes omkring 1100-1200 och är därmed en av Växjö stifts äldsta kyrkor. I samhället finns även en missionskyrka och en filadelfiakyrka.
IOGT-logen har varit en viktig samlingslokal i över 100 år som redan på 1930-talet användes för biovisning. Biografen lades ned på 1960-talet för att sedan återuppstå 1995. Moheda Bio ägs och drivs med ideella krafter av Moheda Scoutkår. Moheda Sockens Hembygdsförening bildades 1935. 1968 invigdes Moheda Skolmuseum.
Sedan Vegbyskolan revs 2010 går Mohedas elever från F-9 på Mohedaskolan. Denna byggnad togs i bruk 1952 och byggdes ut såväl 1967 som under 2000-talet. Utöver detta finns också Fårakullens, Långagårds och Klintaskogens förskolor. Moheda biblioteks nuvarande lokaler invigdes 1983 då även magikern Joe Labero uppträdde vid ceremonin.
Organiserad hälsovård har funnits i Moheda sedan slutet av 1800-talet. Det började med mödravården 1874, sedan läkarvård och apotek 1883 samt tandvård och distriktssköterskemottagning år 1936. De fyra sistnämnda flyttade 1982 in till den nybyggda vårdcentralen i Moheda där det i dag också finns ett större utbud, medan mödravården flyttat för längesedan. Ålderdomshemmet Furuliden stod klart 1958 och har byggts ut ett handfull gånger.
Brandkåren i Moheda tog sin form efter ett sammanträde 1924 där det också beslutades att den skulle vara frivillig. Den första brandstationen byggdes 1929 ideellt av folk från de närliggande sågverken. 1965 revs den gamla byggnaden, som ersattes med den nuvarande stationen 1968. Här ingår även ett brandkårsmuseum med gamla verktyg och klenoder. 2013 väcktes protester från många håll när brandkåren hotades med stora nedskärningar.

### Näringsliv
Toffel- och skomakeri har en långvarig tradition i Moheda; fabriker har kommit och gått, men här finns sedan 1973 en av Sveriges sista kvarvarande trätoffelfabriker, nämligen Mohedatoffeln. Detta familjeföretag har anor inom skobranschen sedan 1800-talet.
Flera sågverk har spelat en stor roll sedan slutet av 1800-talet.  Idag finns i Moheda ATA Timber AB med huvudkontor och sågverk. Bredvid ligger sedan 2001 Mohedas fjärrvärmeanläggning.
Från 1961 till 1977 bedrev Torsten Ullman sin mekaniska industri i Moheda. Efter flera försäljningar och omstruktureringar av företaget köptes det 1969, med då 476 anställda, upp av Värnamo Finnveden Invest AB, nuvarande Finnveden Powertrain AB. År 2003 flyttades maskinparken från Moheda till Alvesta, Torpsbruk, Kungsör och Trollhättan. Företaget Mohedavagnar grundades 1835, och var sedan 60-talet ett begrepp för skogsvagnar. Smedjan där företaget började, står kvar än i dag. Sedan slutet av 90-talet har även Moheda Sylt AB varit verksamma här.
År 1925 öppnade livsmedelsbutiken Moheda Kooperativa Handelsförening på Växjövägen. Butiken gick ihop med Konsum Kronoberg 1962 och flyttade till Västra Järnvägsgatan 1967. Den nya lokalen var för liten, och redan 1975 invigdes en ny varuhall bredvid den gamla. Butiken lades ned 1994. Därvid revs den gamla byggnaden, och i dag finns här en ICA-butik kallad "Grytan".
I samhället i övrigt är mycket oförändrat, med bland annat klädaffär från 1900, en järnhandel grundad 1918, blomsteraffär startad 1923, ett konditori från 1937 och ett charkuteri från 1976. Dessutom finns här frisersalonger, gym, restaurang, bilservice, bussföretag, och andra diverse butiker, firmor och industrier. Strax utanför Moheda ligger sedan 1990 Östregårds Antik & Loppmarknad. Hit kommer mellan 1 000 och 3 000 personer varje söndag under säsongstid.

## Kommunikationer
Moheda ligger vid Södra stambanan med tågstopp för Krösatågen. 

## Sport och idrott
I Moheda finns bland annat en sporthall (ATA Timber-Hallen), flera motionsspår, fotbollsplaner och bouleplaner, samt Vegby Sporthall, Moheda gymnastiksal, Vegbyplanen (grusplan), beachvolleybollplan och Östanåkra ponnytravbana mellan Moheda och Torpsbruk.  Dessutom finns följande idrottsorganisationer:
- Moheda Idrottsförening (1908), som år 2007 uppmärksammades nationellt då de lade in en motion till riksidrottsmötet om att skrota 51-procentregeln.[37] Herrarna har dessutom spelat i landets tredjedivision 1979 och 1983.[38] Mellan 2012 och 2015 spelade också FC Moheda.

- Moheda Gymnastikförening (1965), utsågs till årets stipendiat i Erik Walls minnesfond 1981.[39]

- Moheda Tennisklubb (1966), Mats Wilanders barndomsförening.[40]

- Moheda Volleybollklubb (1981), har haft såväl herr- och damlag i Division 1. Även ungdomssidan har varit framgångsrik med flera SM-medaljer. År 1990 blev klubben utsedd till årets klubb i Småland. De arrangerade Svenska Cupen för damer 1984.[41]

- Moheda Innebandyklubb (1991), som högst spelat i gamla division 2 (nuvarande div1). Sheriffen från Ör, Martin Dahl, är klubbens bäste poängplockare med sina 517 poäng. [42]

Dessutom fanns här tidigare Moheda Schackklubb åren 1925–1932 och 1949–1993, samt med viss ungdomsverksamhet fram till tidigt 2000-tal. Även Moheda Skytteförening var en gång i tiden aktiva vid Klintaberget och senare på Kronobergshed. 1971 bildades också Moheda Sportskytteförening men anslöt sig 2002 till Alvesta SF och upphörde därmed som egen förening. Klubben stod bland annat som arrangör för Winchester Cup Semifinal 1980 där 650 deltagare från hela landet medverkade.

## Kända personer med anknytning till Moheda
- Sven Nykvist
- Peter Jihde
- Niklas Jihde
- Stig Svensson
- Alice Bah
- Mats Wilander
- Peter Forsberg (Foppa, hans mormor bodde i Moheda)
- Mats Danielsson (Etikettdoktorn)
- Margareta Strömstedt[44]
- Niklas Strömstedt (Delvis uppvuxen i Moheda)[45] [46]